# مقاطعة لودردل (تينيسي)
مقاطعة لودردل (بالإنجليزية: Lauderdale County, Tennessee)‏ هي إحدى مقاطعات ولاية تينيسي في الولايات المتحدة. ، وتبلغ مساحتها 1313 كم2، بلغ عدد سكانها 27815 نسمة في عام 2010 حسب إحصاء مكتب تعداد الولايات المتحدة وتصل الكثافة السكانية فيها 22 نسمة/كم2.